# Thonburi

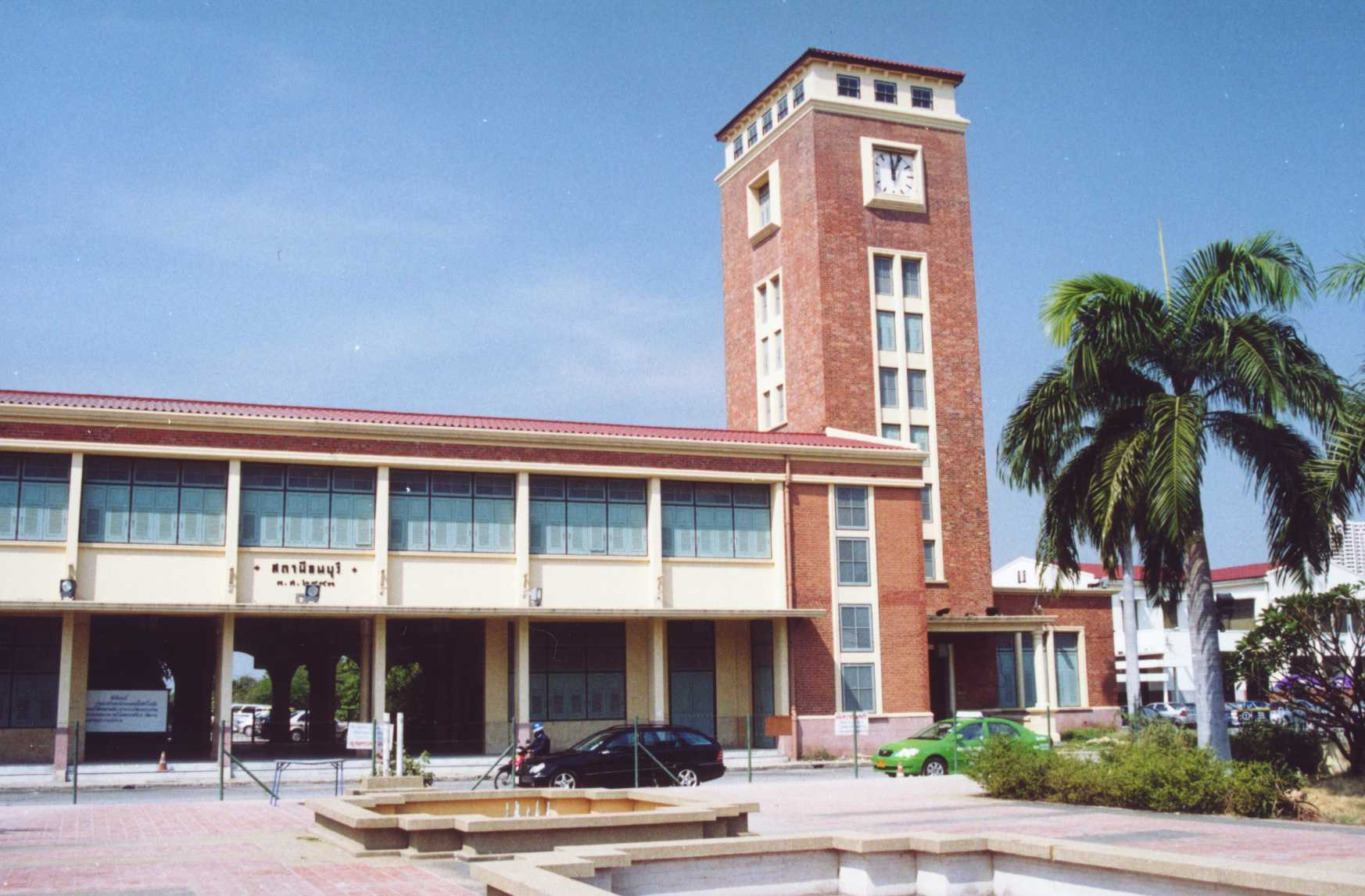
Dworzec kolejowy Thonburi

Thonburi (język tajski: ธนบุรี) – miasto w środkowej Tajlandii, na prawym (zachodnim) brzegu rzeki Chao Praya, w zespole miejskim Bangkoku. Pierwotną nazwą miasta było Bang kok ("wioska dzikiej śliwy").

## Historia
Po złupieniu Ayutthayi przez wojska birmańskie w 1767 roku miasto było przez krótki czas kolejną stolicą Tajlandii, do czasu założenia w 1782 roku na drugim brzegu Menamu nowej stolicy Krung Thep. Na zachodzie starą nazwą miasta, Bangkok, określa się do tej pory również nową stolicę, mimo że Tajowie nazywają ją nadal Krung Thep. 
Do 1972 Thonburi pozostawało niezależnym miastem, obecnie stanowi część organizmu miejskiego Bangkoku.